# Barragem de Penha Garcia
A Barragem de Penha Garcia, construída sobre o leito do rio Ponsul, localiza-se na freguesia de Penha Garcia, no Município de Idanha-a-Nova, Distrito de Castelo Branco, em Portugal. É uma barragem de gravidade em betão.
Construída entre 1975 e 1980, esta barragem foi um dos projectos de abastecimento e rega que melhor caracterizaram a intervenção da Câmara Municipal de Idanha-a-Nova na região após a revolução de 1974.
Localiza-se no rio Ponsul, imediatamente antes da crista quartzística que marca a paisagem da chamada serra de Penha Garcia e do desfiladeiro que se lhe associa, área de escarpas profundas, com grande riqueza em fósseis marinhos, pontuada ainda por moinhos de rio hoje desactivados e quase todos já restaurados, que forma uma zona de lazer cujo objectivo foi aproveitar e regularizar as margens outrora inundadas pelas cascatas do Ponsul.

## Características técnicas
A barragem é do tipo gravidade, com paredão de 25 m de altura e coroamento com 112 m de comprimento e 2 m de largura, que se situa à cota de 519 m acima do nível do mar. O sistema de descarregamento de cheias não é controlado e tem capacidade para projectar um caudal máximo de 47 metros cúbicos por segundo. Já a descarga de fundo obedece a um sistema de válvula de jacto ocom a jusante, e de comporta corrediça, a montante, com capacidade para descarregamento na ordem dos 1,7 metros cúbicos por segundo. A albufeira plena cobre uma área de 20,4 ha e atinge um volume de 1,1 hm cúbicos.